# Чекалін Олександр Павлович
Олександр Павлович Чекалін (25.03.1925 — 06.11.1941), юний партизан партизанського загону «Передовий» Тульської області РФ.

## Біографія
Народився 25 березня 1925 року в селі Пєсковатське, тепер Суворовського району Тульської області РФ. Навчався в середній школі міста Ліхвін. З 1941 року до дня загибелі 6 листопада 1941 року воював в партизанському загоні на території Тульської області Росії. Звання Героя Радянського Союзу Чекаліну Олександру Павловичу присвоєно посмертно 4 лютого 1942 року.
В даний час Ліхвін перейменований в місто Чекалін. На могилі Чекаліна — пам'ятник, на батьківщині, в селі Пєсковатське встановлено меморіал. Його ім'ям названа вулиця в місті Тула, на одному із домів встановлено меморіальну дошку.
В Києві ім'я партизана носила дитяча бібліотека в Оболонському районі. 15 квітня 2022 з метою завершення процесу дерусифікації у столиці міські депутати на сесії Київради ухвалили рішення про її перейменування на бібліотеку на Пріорці.